# Etnomuzikologija
Etnomuzikologija je znanstveni študij glasbe v kontekstu kulture. Ukvarja se z moderno ali ljudsko glasbo vseh svetovnih kultur v povezavi z navadami populacijskih skupin, plesnim izročilom; z zgodovinskim in kritičnim vpogledom v posamezne žanre.

## Veje etnomuzikologije
- primerjalna muzikologija
- glasbena folkloristika
- moderna etnomuzikologija
- organologija - veda o klasificiranju glasbil

...